# 삿토 맹약
삿토 맹약(薩土盟約, さっとめいやく) 혹은 사쓰도 맹약(薩土盟約, さつどめいやく)은 메이지 시대 말기(막말) 1867년(게이오 3년) 6월 하순부터 같은 해 9월 상순까지 맺어져 있던 사쓰마번과 도사번 사이의 정치적 제휴이다. 삿토 연약이라고도 한다. 이보다 1개월 전에 사쓰마번과 도사번이 맺은 삿토 동맹에 관해서는 삿토 밀약을 참조하라.

## 개요
막부 붕괴 직전에 정국을 주도하던 15대 쇼군 도쿠가와 요시노부와 토막 노선을 취하고 있던 사쓰마번은 대립 관계에 있었다. 그러던 중, 도사번이 대정봉환과 왕정복고를 통해서 평화적으로 공의 정치 체제로 이행할 것을 제안했는데, 여기에 사쓰마번이 동조하면서 삿토 맹약이 성립했다. 그러나 양 번의 의도에는 차이가 있었고, 결국 실행으로 옮겨지는 일 없이 2개월 반만에 해소되었다.

## 배경
※ 이하의 날짜는 모두 음력(덴포력)에 의한다.

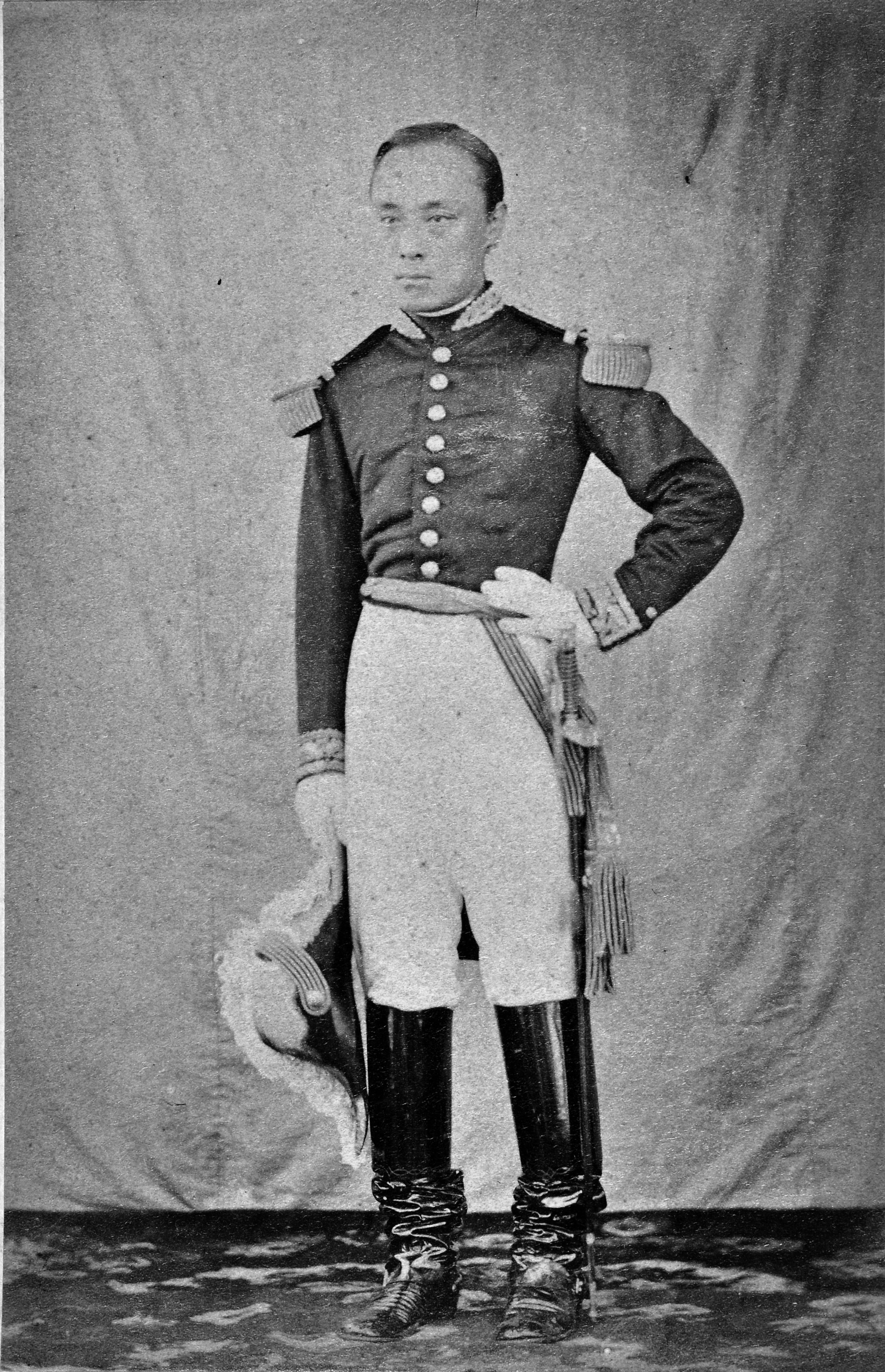
도쿠가와 요시노부

1866년(게이오 2년) 말에 새로 쇼군으로 취임한 요시노부에게는 긴요한 과제가 두 가지 있었다. 첫째는 제2차 조슈 정벌의 패전으로 인한 막부의 권위 저하를 회복시키는 것이었고, 둘째는 여러 외국과 약속한 개항 시기인 1868년 1월 1일(게이오 3년 12월 7일)이 눈앞에 다가와 있는 효고 개항 문제였다. 사쓰마번은 이들 문제의 해결을 웅번(雄藩) 제후들의 회의에서 해결하자고 했다. 고마쓰 기요카도, 사이고 다카모리, 오쿠보 도시미치 등은 유력 제후로 알려진 다테 무네나리(전 우와지마번주), 야마우치 도요시게(요도)(전 도사번주), 마쓰다이라 요시나가(슌가쿠)(전 에치젠번주)를 부추겼고, 이들 제후는 조정의 명으로 교토에 불러들여진다. 이들은 시마즈 히사미쓰(사쓰마번주 시마즈 다다요시의 아버지)와 함께 게이오 3년 5월, 사후회의(四侯會議)를 소집시키는데 성공했다. 그러나 사후회의는 요시노부의 교묘한 정국 조작과 양 문제의 토의에 트집을 잡는 자잘한 의논으로 일관한 끝에 무효가 된다. 도리어 요시노부의 주도로 5월 23일 철야 조정 회의로 조슈 처분 문제, 효고 개항 문제의 칙허가 내려졌으며 그의 정치력이 과시되었다. 이에 히사미쓰는 큰 불만을 품게 된다. 한편 야마우치 요도는 사후회의 도중에 일찌감치 단념하여 5월 22일에 귀국원을 제출하였고, 27일에 교토를 떠나 귀국했다.

## 같이 보기
- 대정봉환
- 왕정 복고의 대호령
- 사후회의
- 삿초 동맹
- 소어소 회의
- 토막의 밀칙
- 공의정체론

## 참고 문헌
- 『国史大辞典』（吉川弘文館）「薩土盟約」（執筆:井上勲）
- 『明治維新の言語と史料』（青山忠正、2006年、清文堂出版、ISBN 4792406072）第四章「土佐山内家重臣・寺村左膳」
- 『佛教大学鷹陵文化叢書18　明治維新史という冒険』（青山忠正、2008年、思文閣出版、ISBN 978-4-7842-1394-8）
- 『幕末政治と倒幕運動』（家近良樹、1995年、吉川弘文館、ISBN 4-642-03324-6）
- 『王政復古 慶応三年十二月九日の政変』（井上勲、1991年、中公新書、ISBN 4-12-101033-7）
- 『島津久光と明治維新 久光はなぜ、討幕を決意したか』（芳即正、2002年、新人物往来社、ISBN 4404029950）
- 『幕末政治と薩摩藩』（佐々木克、2004年、吉川弘文館、ISBN 4-642-03393-9）
- 『幕末維新の政治と天皇』（高橋秀直、2007年、吉川弘文館、ISBN 978-4-642-03777-8）
- 『未完の明治維新』（坂野潤治、筑摩書房、2007年、ISBN 978-4-480-06353-3）
- 『日本憲政史』（坂野潤治、東京大学出版会、2008年、ISBN 978-4-13-030147-3）
- 『坂本龍馬』（松浦玲、2008年、岩波新書、ISBN 4-00-431159-4）